# Pentaclo
Pentaclo (derivado de pentaculum, del idioma griego: πεντά, y este de πέντε  que significa cinco, y del sufijo latino dimunitivo: culum)  es una figura  geométrica formada por dos triángulos equiláteros, conocida como una  estrella de seis puntas, sello de Salomón o signo de  Vichnú.
Los cristianos orientales y romanos lo usaban como un símbolo místico incluyendo un águila en un vértice, un toro y un león debajo de la cara de un hombre, por ser estos los cuatro seres o animales simbólicos de la visión de  Ezequiel 10:14.